# 李永和 (1971年)
李永和（1971年—），男，中國企業高管。

## 生平
1994年获得浙江理工大学机械专业学士学位，2016年获得
中欧国际工商学院EMBA学位。2014年12月任京东商城运营体系高级副总裁，2018年11月任阿里巴巴集团天猫超市事业群总裁，2021年7月任阿里巴巴集团本地生活总裁。2021年8月因处理阿里巴巴员工被领导强奸案不力，曝露了职场上中国大陆性暴力和强奸问题，引起社会震撼，李永和和另一高管徐昆被阿里巴巴免职。